# Kolë Kaftalli
Kolë Kaftalli (ur. 2 lutego 1946 w Szkodrze, zm/. 7 października 2009 tamże) – albański aktor i reżyser. 

## Życiorys
Ukończył studia na wydziale aktorskim Instytutu Sztuk w Tiranie. Po studiach pracował w teatrze w Szkodrze. Pod koniec życia występował w Teatrze Kukiełkowym w Szkodrze.
W 1978 zadebiutował na dużym ekranie niewielką rolą w filmie  Nusja dhe shtetrrethimi. Wystąpił potem jeszcze w siedmiu filmach fabularnych.

## Role filmowe
- 1978:  Nusja dhe shtetrrethimi
- 1979: Ditët që sollën pranverën
- 1982: Flaka e maleve jako Halil
- 1982: Njeriu i mirë jako Agron
- 1985: Të paftuarit
- 1986: Kur hapen dyert e jetës jako Martin Leka
- 1988: Bregu i ashpër jako Petrit
- 1988: Një i tretë